# Monastère Saint-André de Matka
Pour les articles homonymes, voir Monastère Saint-André.
Le monastère Saint-André (macédonien : Манастир „Св. Андреја“) est un monastère orthodoxe situé dans la municipalité de Saraï, en Macédoine du Nord. Il se trouve dans la partie occidentale du mont Vodno, à quelques kilomètres au sud-ouest de Skopje et au bord de la Treska. Par ailleurs, le barrage qui a permis la création du lac Matka se situe à proximité. Il a été fondé en 1389 par Andrijaš, un des deux fils du roi Vukašin.
Le monastère se trouve au beau milieu des gorges de la Treska, sur une petite plateforme naturelle près de la rivière. Il comprend des bâtiments monastiques et une église. Celle-ci est typiquement byzantine, avec un plan en croix et une abside trifoliée. Le porche est un ajout du milieu du XVIe siècle. 
L'église est relativement petite mais est très riche en fresques. Celles-ci sont réparties en trois parties. Le bas représente les archanges Michel et Gabriel, Saint Démétius, Saint-Georges, la Vierge Marie et les Apôtres. La partie intermédiaire illustre divers épisodes de la vie du Christ, comme la Passion. En haut, dans le tambour de la coupole, figurent à nouveau le Christ et ses Apôtres.

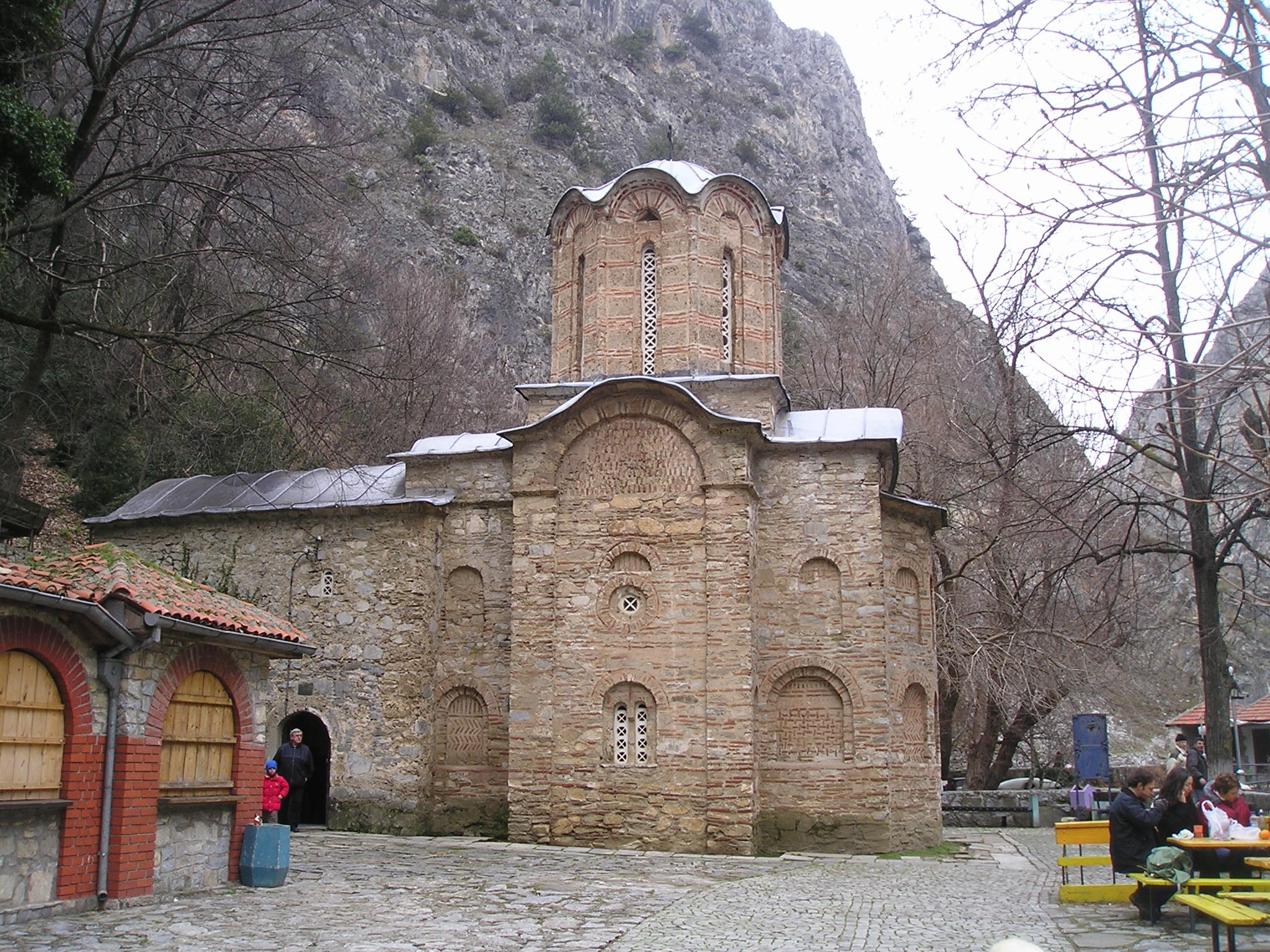
L'église.
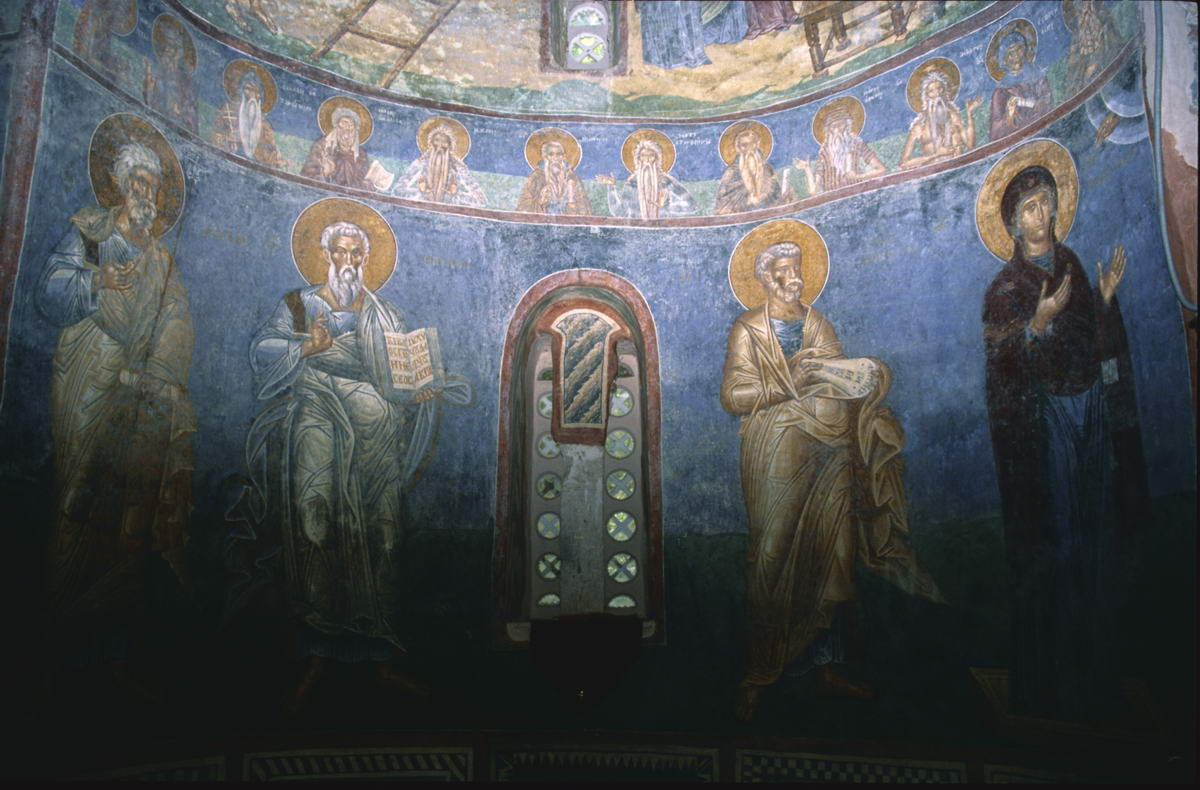
Fresques de l'abside.
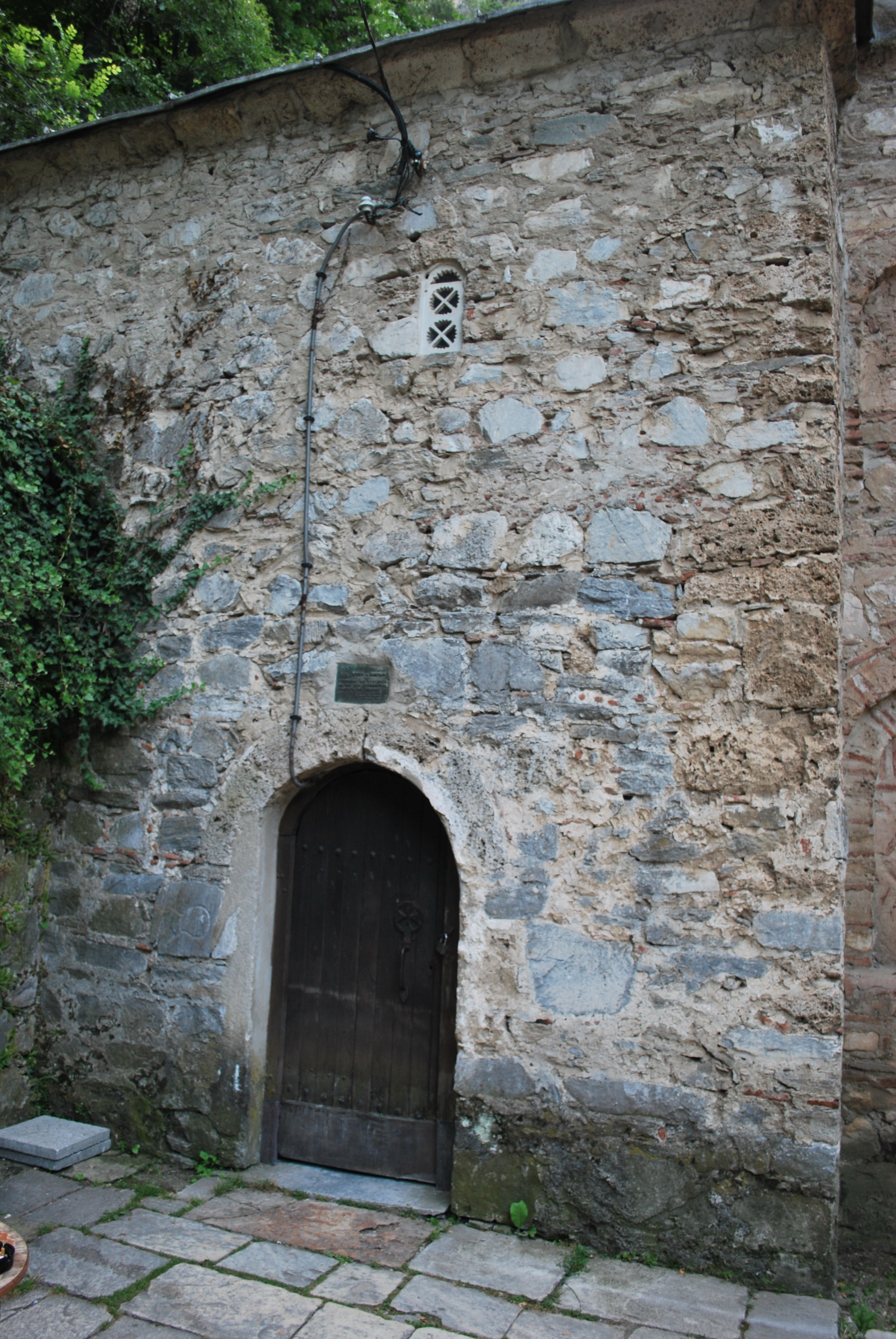
Le porche de l'église.